# Completo per cartoni
Completo per cartoni (The Tom and Jerry Cartoon Kit) è un film del 1962 diretto da Gene Deitch. Il film è il centoventitreesimo cortometraggio della serie Tom & Jerry e il nono dei tredici a essere stato prodotto nello studio Rembrandt Films situato a Praga, capitale della Cecoslovacchia (oggi Repubblica Ceca), ed è stato distribuito il 10 agosto 1962.
Nella cover del DVD che include questo cortometraggio, esso è intitolato "Scatola per cartoni".

## Trama
Il narratore presenta un kit per realizzare un cartone animato con Tom e Jerry; esso contiene:
- Tom
- Jerry
- un martello, un coltello e un candelotto di dinamite
- una fetta di anguria

(caffè e sigarette erano per gli animatori che ai tempi, per il loro duro lavoro, si potevano godere una pausa poiché non potevano tornare a casa a mangiare.)
Dopodiché Jerry viene messo su un tavolo a mangiare la fetta di anguria sputando i semi, i quali finiscono in testa a Tom che si sveglia. Il gatto prende il martello e va da Jerry e i due iniziano a inseguirsi. Il topo trova poi un libro per imparare judo e sfida Tom, che viene sconfitto. In seguito il gatto va a scuola di judo, dopodiché sfida Jerry a chi rompe il blocco più grande. Quando Tom cerca di rompere un enorme blocco di marmo, i mattoni su cui stava il blocco si rompono e il gatto precipita in un grande buco, per poi ritornare su tutto ammaccato. Subito dopo Jerry rimette Tom nella scatola, la chiude con il coperchio, mentre il narratore annuncia che la prossima scatola sarà per i più piccini, ma che non si sa ancora il contenuto. Dopodiché si sente il suono di un gong e Jerry si inchina in perfetto stile giapponese.